# هورویتز
هورویتز (به چکی: Hořovice) شهرستانی در جمهوری چک است که در ناحیهٔ برون از بوهوم مرکزی قراردارد.

## خصوصیات
هورویتز ۶٬۸۳۵ نفر جمعیت دارد.